# Musée géologique de l'Oural
Le musée géologique de l'Oural (Уральский геологический музей, Ouralski guéologuitcheski mouzeï) est un musée dépendant de l'université des Mines de l'Oural qui est situé en Russie à Ekaterinbourg. Il présente des collections géologiques provenant de la région de l'Oural avec plus de quarante mille exemplaires de roches, minerais, pierres précieuses, pierres dures, minéraux, etc. Le musée possède un département minéralogique, un département des roches de la croûte terrestre, un département pétrographique, un département de géologie générale et d'histoire de la géologie.
La date de fondation du musée - en août 1937, après la XVIIe session du congrès géologique international qui s'est tenue à Moscou - est retenue grâce à une grande exposition géologique qui dure à Ekaterinbourg (nommée alors Sverdlovsk) jusqu'en janvier 1938. Des délégués du congrès géologique international la visitent dans les premiers temps. C'est une exposition qui fait date. Le commissariat du peuple à l'industrie lourde fait don des exemplaires exposés à l'université des Mines de l'Oural à la fin de l'exposition. C'est la naissance du musée. Des géologues provenant de Chine, de France, d'Angleterre, d'Italie, d'Inde et des États-Unis s'y rendent. Plus tard de grandes figures, comme Mao Tsé-Toung, Hô Chi Minh, Nehru, Indira Gandhi, Soekarno (1956) visitent le musée, ainsi que Boris Eltsine (1978), originaire de la région, et à l'époque premier secrétaire du parti communiste de l'oblast.
On remarque des exemplaires de collection, tels que de l'or, du platine, des améthystes, émeraudes, topazes, rhodonites, de la malachite, ilménite, etc. et toutes sortes d'autres pièces provenant aussi de l'Oural, comme un grand bloc de cristal de quartz, d'un mètre soixante-dix de hauteur et de 784 kg.
Le musée possède aussi des objets d’art fabriqués à partir de ces pierres.  Par exemple une urne en fluorine (« spath fluor ») avec monture en bronze fondue par Thiébaut Frérers, Fumière & Gavignot Srs Paris.
Le magasin du musée, intitulé Nadejda, permet d'acheter des roches de la région, brutes ou taillées en divers objets et souvenirs.

## Source
- (ru) Cet article est partiellement ou en totalité issu de l’article de Wikipédia en russe intitulé « Уральский геологический музей » (voir la liste des auteurs).